# Pamela Hayden
Pamela Hayden (28 de noviembre de 1953) es una actriz estadounidense conocida por hacer las voces de varios personajes de la serie de televisión de animación Los Simpson. También ha actuado como comediante.

## Filmografía
- More Than Friends (1978) --- Sky
- Studs Lonigan (1979) Miniserie
- Hill Street Blues --- Mrs. Jackson (3 episodios, 1982)
- Turbo Teen (1984) Serie (voz) --- Pattie
- Designing Women --- Waitress (1 episodio, 1988)
- Los Simpson (voz) --- Milhouse Van Houten, Jimbo Jones, Rod Flanders (345 episodios, 1989-2024)
- Bonkers --- Rita (1 episodio, 1993)
- Aaahh!!! Real Monsters (1 episodio, 1994)
- The Nanny --- Chester el perro (1 episodio, 1995)
- Hey Arnold! --- Connie (2 episodios, 1996-1999)
- The Simpsons: Virtual Springfield (1997) (videojuego) (voz) --- Milhouse van Houten / Rod Flanders
- The New Batman Adventures --- Geena (1 episodio, 1998)
- Pinky and the Brain --- Trudy (1 episodio, 1998)
- Being John Malkovich (1999) (voz) --- Personaje
- Recess --- Lance the Pants (1 episodio, 2000)
- Spyro: Year of the Dragon (2000) (videojuego) (voz) --- Bianca the Apprentice Bunny / Voces adicionales
- The Simpsons: Road Rage (2001) (videojuego) (voz) --- Milhouse Van Houten
- Lloyd in Space (2001) Serie --- Douglas McNoggin (episodios desconocidos)
- Spyro: Enter the Dragonfly (2002) (videojuego) (voz) --- Bianca / Voces adicionales
- The Simpsons: Hit & Run (2003) (videojuego) (voz) --- Milhouse Van Houten / Otros
- Party Wagon (2004) (voz) --- Sublimity Jill/Hija #2
- Los Simpson: la película (2007) (voz) --- Milhouse / Rod Flanders / Jimbo
- Hotel Transylvania: The Series Kimberly De Nile (2017)